# Bankning
Bankning er et fænomen der opstår i forbrændingsmotorer, hvis de forsøges drevet af benzin med et lavere oktantal end motoren er beregnet til. Er oktantallet for lavt, vil benzin/luft-blandingen være tilbøjelig til at selvantænde "i utide", inden stemplet når helt i bund (i firetaktsmotorens kompressionsslag). Derved opstår der et stort tryk i cylinderen, mens stemplet stadig er på vej mod "bundstillingen", og dette tryk søger at modvirke stemplets bevægelse; motoren modarbejder så at sige sig selv. Bankning forringer motorens brændstoføkonomi, og forøger slitagen på motorens bevægelige dele.
Omvendt er der ikke de store problemer med at bruge benzin med et højere oktantal, så hvis man ikke har adgang til benzin med det oktantal motoren er beregnet til, skal man blandt de tilgængelige alternativer hellere vælge benzin med et højere frem for et lavere oktantal.